# 1274
1274 (MCCLXXIV) var ett normalår som började en måndag i den julianska kalendern.

## Händelser

### Maj
- 7 maj–17 juli – Andra Lyonkonciliet äger rum.

### Okänt datum
- Ett möte hålls mellan kung Valdemar och hans bröder Magnus och Erik.
- Folke Johansson Ängel blir ny svensk ärkebiskop. En svensk delegation, ledd av kanik Roger från Västra Aros (nuv. Västerås) har troligtvis förberett tillsättningsärendet hos påven. Roger får med sig palliet, värdighetstecknet, hem.
- Norge får en landslag som ersätter fylkelagarna.

## Födda
- 11 juli – Robert I, kung av Skottland 1306–1329.
- Erik Menved, kung av Danmark 1286–1319.
- Béatrice de Planisoles, fransk katar.

## Avlidna
- 18 februari – Jacob Erlandsen, dansk ärkebiskop sedan 1253.
- 7 mars – Thomas av Aquino under resan till Andra Lyonkonciliet, italiensk teolog och filosof, kanoniserad 1323.
- 15 juli – Bonaventura under Andra Lyonkonciliet, helgon, teolog och filosof.